# 凯莉·韦特
凯莉·韦特（英語：Kelli Waite，1985年3月22日—），澳大利亚女子游泳运动员，主攻蛙泳。她曾代表澳大利亚参加2002年英联邦运动会游泳比赛，获得女子200米蛙泳铜牌。